# Die Suche nach dem verlorenen Ehemann
Die Suche nach dem verlorenen Ehemann ist ein Typ Zaubermärchen, der in der Klassifikation der Volkserzählungen, dem Aarne-Thompson-Uther-Index nach Antti Aarne, Stith Thompson und Hans-Jörg Uther, die Nummer 425 trägt (ATU 425). Der Typ wird oft auch als Amor und Psyche bezeichnet, nach dem gleichnamigen Märchen in den Metamorphosen des antiken Schriftstellers Apuleius.
Georgios A. Megas zufolge stimmt Apuleius’ Amor und Psyche hauptsächlich mit dem im östlichen Mittelmeergebiet beheimateten Subtyp A von AaTh (ATU) 425 überein. Dieser stellt die verbreitetste Form dar, der auch in den älteren Quellen auftritt und von dem die übrigen Subtypen direkt oder indirekt abgeleitet werden können. Verbreitet ist auch Subtyp B, der wohl in Westeuropa entstand und ebenfalls überall in Europa zu finden ist. Man unterscheidet weiter Subtypen C, D, E, F, G, H, I, K, L, M, N, O.
Besonders oft rezipiert ist das französische Märchen Die Schöne und das Biest. Weitere Beispiele: Grimms KHM 88 Das singende springende Löweneckerchen, KHM 127 Der Eisenofen, KHM 59a Prinz Schwan, KHM 66a Hurleburlebutz, KHM 68a Von dem Sommer- und Wintergarten, KHM 129a Der Löwe und der Frosch, Bechsteins Deutsches Märchenbuch Nr. 16 Das Nußzweiglein, Nr. 36 Oda und die Schlange, Nr. 67 Der weiße Wolf, Basiles Pentameron II,5 Die Schlange, II,9 Der Riegel, V,3 Pinto Smauto, V,4 Der goldene Stamm, Straparolas Ergötzliche Nächte König Schwein, Asbjørnsens Östlich von der Sonne und westlich vom Mond.